# Bigben Interactive

Logo von Nacon

Bigben Interactive ist ein französisches Unternehmen, das hauptsächlich über seine ebenfalls börsennotierte Unternehmenstochter Nacon Computerspiele und Spielkonsolen-Zubehör vertreibt. Ursprünglich war das 1981 gegründete Unternehmen im Vertrieb von Quarzuhren tätig, bis 1993 die allmähliche Geschäftsverlagerung hin zur Computerspielbranche erfolgte. Es spielt seit den 2000ern eine bedeutende Rolle im Bereich Computerspielzubehör, seit den 2010er Jahren zunehmend auch im Midprice-Segment für Computerspiele. Der Hauptsitz liegt in Lesquin, die deutsche Niederlassung von Bigben Interactive ist in Bergheim angesiedelt.

## Geschichte

### Anfänge
Bigben wurde 1981 in Frankreich gegründet. Das Team um Alain Falc und den heutigen Präsidenten Stefan Göhler vertrieb zunächst Quarzuhren, bis das Unternehmen ab 1993 wegen der zunehmenden Konkurrenz aus der Schweiz sein Geschäftsfeld auf die Distribution von Videospiel-Software ausweitete. 1996 stieg das Unternehmen zusätzlich in den Markt für Konsolenzubehör ein. 2002 war Bigben in dieser Sparte mit einem Marktanteil von 40 % Marktführer in Europa.
Seit 1999 ist die Firma in Frankreich eine an der Pariser Börse notierte Aktiengesellschaft und im CAC Small vertreten. Ab 1999 baute Bigben sein Distributionsnetz mit der Übernahme von Atoll Soft, dem Marktführer in Benelux im Bereich Softwaredistribution, und im April 2000 von Planet Distribution (Großbritannien) im europäischen Markt aus. Ebenfalls 2000 folgten die Gründung einer Niederlassung in Hongkong, die für die Überwachung sämtlicher Prozesse in Asien verantwortlich ist, und der deutschen Bigben Interactive GmbH in Bergheim. Zum 1. März 2001 übernahm Planet Distribution das Unternehmen THE GAMES, den ehemaligen Nintendo-Direktvertrieb. Durch die Übernahme der kompletten Infrastruktur (u. a. das ehemalige Nintendo-Logistikcenter, 9.500 Palettenstellplätze) sowie vieler Fachkräfte in das Unternehmen wurde die Kapazitäten verfünffacht. 2001 fand die Umfirmierung von Planet Distribution in Bigben Interactive UK statt. Nachdem sich der japanische Konsolen- und Spielehersteller Sega im März 2001 den vollständigen Rückzug aus dem Hardwaregeschäft angekündigt hatte, erhielt Bigben Interactive den Zuschlag für den Abverkauf des Dreamcast-Sortiments im europäischen Raum. Bigben Interactive hatte nicht nur den gesamten vorhandenen Warenbestand übernommen, sondern brachte in Europa auch die letzten 14 Dreamcast-Titel auf den Markt.

### Einstieg in die Spieleentwicklung
2003 begann das Unternehmen zunehmend mit der Entwicklung eigener Spielesoftware, zunächst vor allem in Kombination mit eigenen Hardwareprodukten. 2009 wurden die Niederlassungen von Atoll Soft in Bigben Interactive Belgium und Bigben Interactive Nederland umbenannt. 2016 erwarb Bigben die Markenrechte an der Test-Drive-Rennspielserie von Atari, Atari behielt jedoch die Vertriebsrechte für die bereits veröffentlichten Spiele.
Im Mai 2018 übernahm Bigben für 20 Millionen Euro den französischen Computerspielentwickler Cyanide Studios und seine Tochterstudios (Rogue Factor, Big Bad Wolf). Bigben übernahm damit den traditionellen Entwicklungspartner seines Konkurrenten Focus Home Interactive, dessen Geschäftsführung sich ebenfalls um eine Übernahme bemüht, jedoch keine Freigabe durch den Verwaltungsrat bekommen hatte. Im Juni kündigte Bigben zusammen mit dem französischen Studio Eko Software (How to Survive) die Entwicklung des Action-Rollenspiels Warhammer: Chaosbane an. Im September gab der Publisher die Übernahme des Studios für 8,5 Millionen Euro bekannt, um das eigene Portfolio weiter auszubauen und zu diversifizieren. Das Unternehmen gab an, eine Position als weltweit führenden Anbieter im Bereich der AA-Produktionen anzustreben, dem mittleren Marktsegment für Computerspiele. In diesem Umfeld sah es sich vor allem im Wettbewerb mit Unternehmen wie Paradox Interactive, 505 Games, Focus Home Interactive und – perspektivisch – THQ Nordic. Ebenfalls im Juni veröffentlichte Bigben das Rennspiel V-Rally 4, das wie Test Drive auf einer alten Rennspielserie von Atari (vormals Infogrames) basierte. Im Folgemonat wurde der Entwickler des Spiels, der französische Rennspielspezialist Kylotonn Racing (WRC), übernommen. Damit war das Unternehmen auf sechs Entwicklungsstandorte mit 250 Entwicklern angewachsen.
Am 26. Juli 2019 gab Bigben bekannt, dass man das französische Entwicklerstudio Spiders übernommen habe. Das Studio galt als Experte für Rollenspiele und hatte wie zuvor Cyanide bereits mehrere Titel für den Konkurrenten Focus Home Interactive entwickelt, darunter Titel wie The Technomancer, Bound by Flame und aktuell zum Zeitpunkt der Übernahme Greedfall. Im September wurde Bigben weiterhin Minderheitsgesellschafter beim italienischen Rennspielentwickler Raceward.

### Zusammenlegung der Hardware- und Spieleentwicklung
Im Februar 2020 übernahm Bigben über seine Hardwaretochter Nacon die Headset-Sparte von Plantronics mit der Premiummarke RIG. Im selben Monat gab die Unternehmensgruppe bekannt, das Geschäft mit der Computerspielhardware (Nacon) und die Spieleentwicklung (Bigben Interactive) zusammenzufassen und unter dem Namen Nacon weiterzuführen. Nacon wurde im März 2020 eigenständig an die Börse gebracht. Der Bigben-Vorstandsvorsitzende Alain Falc übernahm die Leitung von Nacon in Personalunion. Das Unternehmen hoffte nach einem Börsengang bessere Peripheriegeräte anbieten und in mehr und hochwertigere Spiele investieren zu können, vielleicht auch weitere Entwicklungsstudios zu erwerben.
Im September 2021 gab Nacon bekannt, seinen 2019 erworbenen und 2020 auf eine Mehrheit erweiterten Anteil an den als Raceward bekannten Lunar Great Wall Studios aus Mailand auf 100 % ausgebaut zu haben. Im Oktober wurde der belgische Entwickler Neopica übernommen (Hunting Simulator, FIA European Truck Racing Championship). Januar 2021 übernahm Nacon das australische Entwicklerstudio Big Ant Studios (AO Tennis, Cricket 19) für 54,8 Millionen Dollar, im April Passtech Games (Space Run, Masters of Anima) aus Lyon, im August die kanadischen Crea-ture Studios (Session) in Montreal. Im Februar 2022 erwarb Nacon das vor allem für sein Japan-Rollenspiel Edge of Eternity bekannte südfranzösische Midgar Studio. Unmittelbar darauf folgte die Ankündigung, den deutschen Entwickler und Publisher Daedalic Entertainment für 53 Millionen Euro zu übernehmen. Im April 2022 konnte die Übernahme abgeschlossen werden.

## Entwicklerstudios
- Big Ant Studios (Melbourne, Australien – Übernahme 2021)
- Crea-ture Studios (Montreal, Kanada – Übernahme 2021)
- Cyanide (Nanterre, Frankreich – Übernahme 2018)
  - Big Bad Wolf (Bordeaux, Frankreich)
  - Rogue Factor (Montreal, Kanada)
- Daedalic Entertainment (Hamburg, Deutschland – Übernahme 2022)
- Eko Software (Paris, Frankreich – Übernahme 2018)
- Kylotonn / KT Racing (Paris & Lyon, Frankreich – Übernahme 2018)
- Neopica (Gent, Belgien – Übernahme 2020)
- Midgar Studio (Südfrankreich – Übernahme 2022)
- Passtech Games (Lyon, Frankreich – Übernahme 2021)
- Racewards (Mailand, Italien – Minderheitsanteil 2020)
- Spiders (Paris, Frankreich – Übernahme 2020)